# Arrondissement Perpignan
Das Arrondissement Perpignan (französisch Arrondissement de Perpignan; katalanisch Districte de Perpinyà) ist eine Verwaltungseinheit des Départements Pyrénées-Orientales in der französischen Region Okzitanien. Präfektur ist Perpignan.
Im Arrondissement liegen 14 Wahlkreise (Kantone) und 39 Gemeinden.

## Wahlkreise
- Kanton Les Aspres (mit 3 von 22 Gemeinden)
- Kanton La Côte Sableuse (mit 3 von 4 Gemeinden)
- Kanton La Côte Salanquaise
- Kanton La Côte Vermeille
- Kanton Perpignan-1
- Kanton Perpignan-2
- Kanton Perpignan-3
- Kanton Perpignan-4
- Kanton Perpignan-5
- Kanton Perpignan-6
- Kanton La Plaine d’Illibéris (mit 1 von 9 Gemeinden)
- Kanton Le Ribéral
- Kanton La Vallée de l’Agly (mit 10 von 38 Gemeinden)
- Kanton La Vallée de la Têt (mit 2 von 10 Gemeinden)

## Gemeinden
Die Gemeinden des Arrondissements Perpignan sind:
| 1. Baho (66012)                          | 2. Baixas (66014)                 | 3. Bompas (66021)               | 4. Cabestany (66028)                   |
| 5. Calce (66030)                         | 6. Canet-en-Roussillon (66037)    | 7. Canohès (66038)              | 8. Cases-de-Pène (66041)               |
| 9. Cassagnes (66042)                     | 10. Claira (66050)                | 11. Espira-de-l’Agly (66069)    | 12. Estagel (66071)                    |
| 13. Le Barcarès (66017)                  | 14. Le Soler (66195)              | 15. Llupia (66101)              | 16. Montner (66118)                    |
| 17. Opoul-Périllos (66127)               | 18. Perpignan (66136)             | 19. Peyrestortes (66138)        | 20. Pézilla-la-Rivière (66140)         |
| 21. Pia (66141)                          | 22. Pollestres (66144)            | 23. Ponteilla (66145)           | 24. Rivesaltes (66164)                 |
| 25. Sainte-Marie-la-Mer (66182)          | 26. Saint-Estève (66172)          | 27. Saint-Féliu-d’Avall (66174) | 28. Saint-Hippolyte (66176)            |
| 29. Saint-Laurent-de-la-Salanque (66180) | 30. Saint-Nazaire (66186)         | 31. Saleilles (66189)           | 32. Salses-le-Château (66190)          |
| 33. Tautavel (66205)                     | 34. Torreilles (66212)            | 35. Toulouges (66213)           | 36. Villelongue-de-la-Salanque (66224) |
| 37. Villeneuve-de-la-Raho (66227)        | 38. Villeneuve-la-Rivière (66228) | 39. Vingrau (66231)             |                                        |

## Neuordnung der Arrondissements 2017

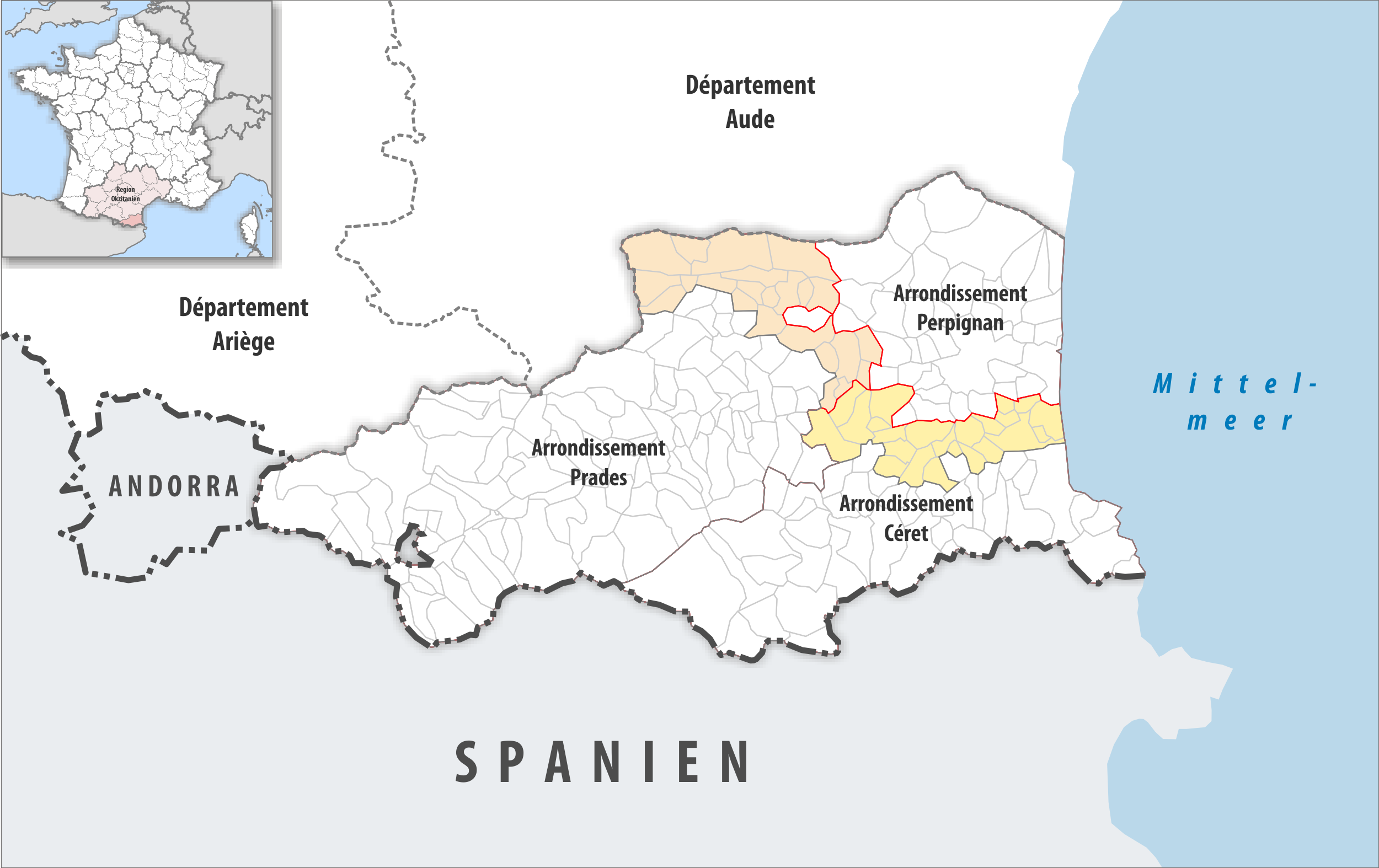
Arrondissementsanpassungen im Jahr 2017

Durch die Neuordnung der Arrondissements im Jahr 2017 wurde aus dem Arrondissement Perpignan die Fläche der 23 Gemeinden Alénya, Bages, Brouilla, Caixas, Camélas, Castelnou, Corneilla-del-Vercol, Elne, Fourques, Latour-Bas-Elne, Montescot, Ortaffa, Passa, Sainte-Colombe-de-la-Commanderie, Saint-Cyprien, Saint-Jean-Lasseille, Terrats, Théza, Thuir, Tordères, Tresserre, Trouillas und Villemolaque dem Arrondissement Céret und die Fläche der 23 Gemeinden Ansignan, Bélesta, Caramany, Caudiès-de-Fenouillèdes, Corbère, Corbère-les-Cabanes, Corneilla-la-Rivière, Fenouillet, Fosse, Lansac, Latour-de-France, Lesquerde, Maury, Millas, Néfiach, Planèzes, Prugnanes, Rasiguères, Saint-Arnac, Saint-Féliu-d’Amont, Saint-Martin-de-Fenouillet, Saint-Paul-de-Fenouillet und Vira dem Arrondissement Prades zugewiesen.